# Llop del Pajarillo
El Llop del Pajarillo, o Cap de llop del Pajarillo, és una escultura de pedra calcària que representa el cap d'un llop i que forma part del conjunt escultòric d'El Pajarillo. Data de la primera meitat del segle IV aC, va ser esculpida pels ibers. La troballa se'n va produir al mas El Pajarillo, situat a la localitat de Huelma, província de Jaén (Andalusia). La peça s'exposa de manera permanent al Museu de Jaén (Andalusia).

## Simbologia
Es tracta d'una escultura d'un llop en actitud agressiva i amenaçadora, com es dedueix en comprovar que té les orelles inclinades cap enrere, el musell arrugat i la boca entreoberta.

## Característiques
- Forma: cap de llop.
- Material: pedra calcària.
- Context: edat del Ferro II.
- Estil: ibèric.[1]
- Altura: 96 centímetres.
- Llargada: 54 centímetres,
- Amplària: 54 centímetres.